# Ernst Jaffé
Philip Ernst Eliezer Jaffé (22. januar 1873 - 24. august 1916) var en tysk kunsthistoriker.
Jaffé har blandt andet skrevet en biografi om J.A. Koch (Joseph Koch. Sein Leben und Schaffen, Berlin 1904) og udgivet Vasari på tysk (Lebensbeschreibungen der ausgezeichnetsten Maler, Bildhauer und Architekten der Renaissance, Berlin 1910).